# Миколаївська селищна рада (Петриківський район)
Микола́ївська се́лищна ра́да — адміністративно-територіальна одиниця та орган місцевого самоврядування в Петриківському районі Дніпропетровської області. Адміністративний центр — селище міського типу Миколаївка.

## Загальні відомості
- Населення ради: 1 291 особа (станом на 1 січня 2013 року)

## Населені пункти
Селищній раді підпорядковані населені пункти:
- смт Миколаївка

## Склад ради
Рада складається з 16 депутатів та голови.
- Голова ради: Погребняк Володимир Петрович (за результатами місцевих виборів 2015 року, Політична партія "УКРОП[1]")
- Секретар ради: Курочка Олена Анатоліївна

### Керівний склад попередніх скликань
| Прізвище, ім'я, по батькові | Основні відомості                                                                    | Дата обрання | Дата звільнення |
| --------------------------- | ------------------------------------------------------------------------------------ | ------------ | --------------- |
| Чередник Олександр Павлович | Селищний голова, 1961 року народження, член Всеукраїнського об'єднання «Батьківщина» | 26.03.2006   | 05.06.2009      |
| Пивовар Василь Семенович    | Селищний голова, 1950 року народження, освіта вища, член Партії регіонів             | 31.10.2010   | 29.04.2015      |

Примітка: таблиця складена за даними сайту Верховної Ради України

### Депутати
За результатами місцевих виборів 2010 року депутатами ради стали:

#### За суб'єктами висування
| Суб'єкт висування                                       | Кількість обраних депутатів | %    |
| ------------------------------------------------------- | --------------------------- | ---- |
| Партія регіонів                                         | 10                          | 62,5 |
| Самовисування                                           | 4                           | 25   |
| Політична партія Всеукраїнське об'єднання «Батьківщина» | 1                           | 6,3  |
| Політична партія «Сильна Україна»                       | 1                           | 6,3  |

#### За округами
| № округу                                                | Прізвище, ім'я, по батькові      | Дата визнання обраним | Освіта  | Партійна приналежність                        | Відомості про обраного депутата                              |
| ------------------------------------------------------- | -------------------------------- | --------------------- | ------- | --------------------------------------------- | ------------------------------------------------------------ |
| Партія регіонів                                         |                                  |                       |         |                                               |                                                              |
| 1                                                       | Якушенко Любов Іванівна          | 01.11.2010            | середня | член Партії регіонів                          | Миколаївська неповна середня загальноосвітня школа, вчитель  |
| 2                                                       | Якушенко Олена Анатоліївна       | 01.11.2010            | середня | позапартійна                                  | пенсіонер                                                    |
| 3                                                       | Курочка Олена Анатоліївна        | 01.11.2010            | вища    | член Партії регіонів                          | Миколаївська загальноосвітня школа, завуч                    |
| 4                                                       | Бутрик Іван Миколайович          | 01.11.2010            | середня | член Партії регіонів                          | ВАТ «ДМКД», електрик                                         |
| 5                                                       | Паніна Людмила Савівна           | 01.11.2010            | середня | член Партії регіонів                          | Миколаївська селищна рада, спеціаліст                        |
| 8                                                       | Подпальний Едуард Маркович       | 01.11.2010            | середня | член Партії регіонів                          | пенсіонер                                                    |
| 9                                                       | Перевязко Тетяна Григорівна      | 01.11.2010            | середня | член Партії регіонів                          | Миколаївська неповна середня загальноосвітня школа, комірник |
| 10                                                      | Лаптьова Вікторія Леонідівна     | 01.11.2010            | середня | член Партії регіонів                          | Миколаївська неповна середня загальноосвітня школа, кухар    |
| 12                                                      | Оберемок Дмитро Віталійович      | 01.11.2010            | середня | позапартійний                                 | ВАТ «ДМКД», вантажник                                        |
| 13                                                      | Іваницька Жанна Андріївна        | 01.11.2010            | середня | член Партії регіонів                          | Миколаївська селищна рада, секретар виконкому                |
| Політична партія Всеукраїнське об'єднання «Батьківщина» |                                  |                       |         |                                               |                                                              |
| 14                                                      | Кондратенко Анатолій Олексійович | 01.11.2010            | середня | член Всеукраїнського об'єднання «Батьківщина» | «Укртелеком», електромонтер                                  |
| Політична партія «Сильна Україна»                       |                                  |                       |         |                                               |                                                              |
| 11                                                      | Палій Вадим Васильович           | 01.11.2010            | середня | член Політичної партії «Сильна Україна»       | ПП «Поцілуйко»                                               |
| Самовисування                                           |                                  |                       |         |                                               |                                                              |
| 6                                                       | Перекрест Лідія Василівна        | 01.11.2010            | середня | позапартійна                                  | Миколаївський фельдшерсько-акушерський пункт, медсестра      |
| 7                                                       | Дацко Геннадій Михайлович        | 01.11.2010            | середня | позапартійний                                 | ВАТ «ДМКД», машиніст                                         |
| 15                                                      | Кушлак Анатолій Іванович         | 01.11.2010            | середня | позапартійний                                 | Миколаївське лісництво, водій                                |
| 16                                                      | Євтушенко Віктор Миколайович     | 01.11.2010            | середня | позапартійний                                 | приватний підприємець                                        |